# Yenamalakuduru
Yanamalakuduru hay Yenamalakuduru là một thị trấn census town thuộc Penamaluru mandal, huyện Krishna, bang Andhra Pradesh.